# 折りたたみスマホ

Samsungの Galaxy Fold と Galaxy Z Flip

折りたたみスマホ（おりたたみスマホ、フォルダブル・スマートフォン、英: Foldable smartphone / Foldable phone）とは、スマートフォン本体を折り畳んで使用できる端末のこと。主にディスプレイ部分を折り曲げられる構造を持つ端末を指す。
2018年にロヨルによる世界初の市販折りたたみスマホが発売され、2019年のサムスン「Galaxy Fold」と2020年の「Galaxy Z Flip」を初めとして各メーカーより折りたたみスマホが市場投入されている。

## 概要
折りたたみスマホは、有機ELディスプレイを縦方向に折りたたむクラムシェル型及びタブレット型の画面を横方向に折りたたむブック型が主流となっている。その他、左右に2つのスクリーンを備えたデュアルスクリーン端末が存在している。2021年には、Galaxy Z Fold3 5GとZ Flip3 5Gで折りたたみスマホ初の防水(IPX8等級)に対応し、OPPO Findでは画面上の折り目が目立たない構造を備えた。
画面表示部分に負荷がかかるため、ディスプレイ及びヒンジなどの耐久性が問題となる。
「スマホ」はスマートフォンの略ではあるが「折りたたみスマートフォン」より「折りたたみスマホ」として表記する場合が多い。

## 画面素材
折りたたみスマホは通常、ガラスではなく柔軟なプラスチック製のOLEDディスプレイを使用している場合が多くなっている。プラスチック製のディスプレイは自然に曲げることができる一方、従来のガラス製のスマートフォンのディスプレイよりも傷や傷の影響を受けやすい。CorningはWillow Glassとして知られるフレキシブルガラス製品を製造しているため、その製造プロセスでは塩溶液の使用が必要となるが、塩はOLEDディスプレイに使用されているトランジスタを損傷する可能性があるため、電子ディスプレイには適さないと同社は述べている。同社は2019年3月に、厚さ1mm(0.039インチ)で、曲げ半径5mm(0.20インチ)の曲げ半径を持つスマートフォンに適した柔軟なガラスを開発中であると述べた。
サムスンは、Galaxy Z Flipを、Galaxy Foldと同様のプラスチック層を備えた厚さ 30 μm (0.0012 インチ) の「超薄型ガラス」を特徴として販売した。このガラスは、ショット AG の材料を使用してサムスンが製造し、強化プロセスを使用して製造されており、柔軟性と耐久性を向上させ、一定の硬度を実現するために未公開の深さまで特殊素材を注入している。YouTube上にて、「JerryRigEverything」による実験では、モース評価 2 のピックでこすったときに画面に傷が付くことが示され (このチャンネルでテストされたほとんどのスマートフォンは評価 6 および 7 のピックで傷がつき始めるという)、その耐久性は 2 位にランクしており、他の折りたたみ式携帯電話と並んでいる。ただし、The Vergeは、このデバイスにGalaxy Foldと同様の保護ポリマー層が含まれているというサムスンの声明に注目している。

## 歴史

### 2017年以前
2006年、ポリマー・ビジョンは、モバイル・ワールド・コングレス（MWC）で、巻取り可能なコンセプトの折りたたみ式スマートフォン「Readius（zh）」を発表した。
2008年、ノキアは、Morph(モーフ)と名付けたフレキシブル・デバイスのコンセプトをアニメーションで発表した。このデバイスは3つ折りのデザインで、大きく広げたデバイス、フィーチャーフォンサイズのユニット、スマートリストバンドなど、さまざまな形に折り曲げることができる。CNETは2019年のコンセプトの回顧記事で、モーフは商業的に生産された折りたたみ式携帯電話の最初の波の先駆けであり、将来の可能性を示すものであると考えられると述べている。
2011年、京セラは3.5インチのタッチスクリーンを2つ搭載したデュアルタッチスクリーンのAndroidスマートフォン「Echo」を発表した。このスマートフォンは、3.5インチのタッチスクリーンを2つ搭載している。2つのアプリを別々に表示することも、1つのアプリを2つのディスプレイにまたがって表示することも可能で、特定のアプリは「最適化された」2ペインレイアウトも備えていた。2年後、NECは日本でMEDIAS Wを発売した。エコーとは異なり、副画面は携帯電話の後ろに折りたたむことができた。2017年、ZTEはMEDIAS Wと同様のヒンジを備えたAxon Mを発表した。ZTEは、最新のスマートフォンのハードウェアがより強力になったこと、Androidのマルチタスクとタブレットのサポートが改善されたことが、このエクスペリエンスの向上に役立ったと述べている。
薄型で柔軟性のあるOLEDディスプレイの開発により、新しいデザインとフォームファクターの可能性が生まれた。2013年のコンシューマー・エレクトロニクス・ショーの基調講演で、サムスンはフレキシブル・ディスプレイを組み込んだスマートフォンのコンセプト（コードネーム「Youm」）をいくつか発表した。そのひとつが、外側に折りたたむとタブレットサイズの単一ディスプレイになるスマートフォンである。最初に製品化されたユーム・コンセプトはGalaxy Note Edgeで、画面の一部が右側のベゼルの上に傾斜しているファブレットだった。。

### 2018年
有機ELディスプレイを使った折りたたみ式スマホの開発をめぐる憶測は、2018年に入ってから急速に浮上し始めた。2018年1月には、LGエレクトロニクスが折りたたみ式スマートフォンのデザイン特許を取得したと報じられた。その後6月には、マイクロソフトが「アンドロメダ（Andromeda）」のコードネームでMicrosoft Surfaceブランドの一部として同様のデバイスを開発していることが報じられ（それ自体は、マイクロソフトが2000年代後半に「クーリエ（Courier）」として知られていたデュアルスクリーンの小冊子型タブレットの試作品の実質的後継機である）、サムスンもそのようなデバイスを開発していると言われていた。
2018年11月、中国の新興企業ロヨルは、有機ELディスプレイを搭載した初の市販折りたたみ式スマートフォン「Royole Flexpai」を発表した。7.8インチのシングルディスプレイを搭載し、折りたたむとディスプレイが外側に露出するのが特徴だった。サムスンは同月末の開発者会議で、折りたたみ式スマートフォンのプロトタイプを正式に発表した。プロトタイプは冊子スタイルのレイアウトで、「InfinityFlex」ディスプレイが端末の内側に配置され、端末の前面には画面を閉じたときにアクセスできるように小さな「カバー」画面が配置されていた。同時に開催された開発者向けサミットで、Androidのエンジニアリング担当副社長Dave Burke氏は、プラットフォームの次期バージョンでは、既存の機能を活用しながら、折りたたみデバイスに関連する機能強化やガイダンスを提供すると述べた。

### 2019年

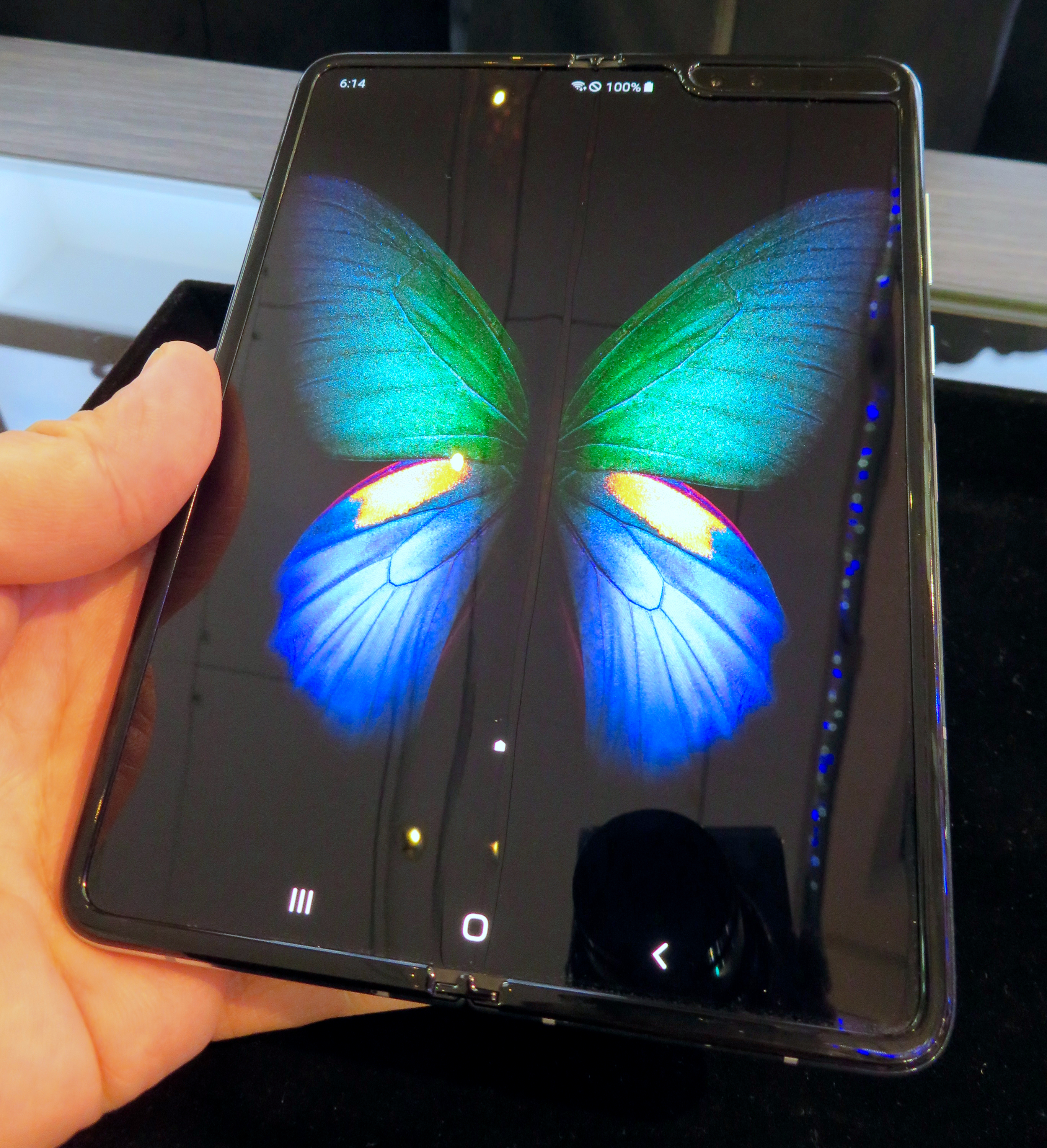
画面が開いた状態のSamsung Galaxy Fold

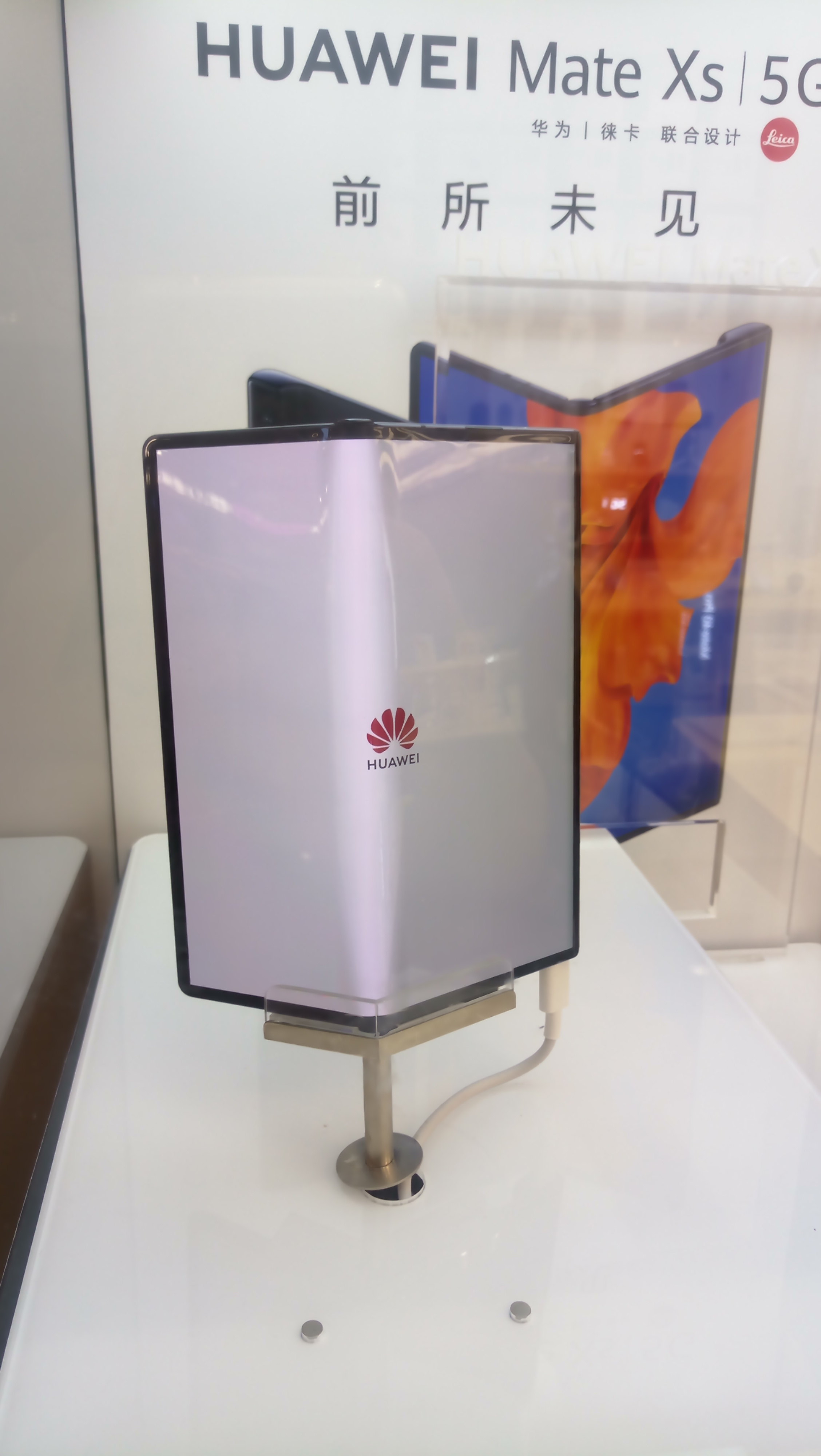
画面が途中まで開いた状態のHuawei Mate X

2019年1月、シャオミの林斌CEOは新浪微博（Sina Weibo）で、内側に折りたたむことができる2つのフラップを備えたスマートフォンのプロトタイプを実演する動画を公開した。サムスンは2019年2月、Mobile World Congressのメディア向けイベントでGalaxy Foldを正式に発表した。Galaxy Foldの他にも、ファーウェイのMate Xや、TCLが「DragonHinge」技術を採用した様々なプロトタイプ・コンセプト（ブレスレット・スタイルのデバイスを含む）を発表した。LGは、スマートフォン市場でのシェア回復に力を入れたいとして、折りたたみ式端末は発表しなかった。しかし、LG V50スマートフォン用の「デュアル・スクリーン」ケース・アクセサリーを発表した。
他の企業もこのコンセプトに関心を示し、折りたたみ式携帯電話に関するデザイン（ヒンジの実装や全体的なデザインなど）の特許を取得している。モトローラ・モビリティは、クラムシェル型フィーチャーフォンを彷彿とさせる横長の折りたたみ式スマートフォンの特許を取得していた。
2019年4月、間近に迫ったGalaxy Foldの発売は、レビュー機でさまざまな形のディスプレイ故障（ガラスの代わりに画面を保護するためのプラスチック層が誤って剥がされたことが原因で、他の故障とともに引き起こされた例もある）が発生したという報告が広まり、批評家たちから品質への懸念が示された。サムスンは、不具合を調査し、デバイスの耐久性を改善する時間が必要だとして、このデバイスの発売を無期限に延期した。ファーウェイも「Huawei Mate X」の発売を延期し、サムスンのGalaxy Foldの影響で「慎重な」アプローチを取りたいとしている。
2019年4月10日には、シャープが折りたたみスマホ向けの折り曲がる有機ELディスプレイを報道陣に公開した（2024年現在、シャープが折りたたみスマホを販売した実績はない）。
2019年11月、モトローラはかつてのフィーチャーフォン「Razr」を彷彿とさせる縦に折りたたむことが可能な「Razr」を発表した 。 サムスンも同タイプのGalaxy Z Flipを発表した。

### 2020年
ファーウェイは2020年2月24日、初代Mate Xのハードウェア改訂版としてMate Xsを発表した。この端末は、より耐久性の高いディスプレイ、改良されたヒンジ機能、再設計された冷却システムに加えて、より新しいKirin 990 5G SoCとEMUI 10を搭載したAndroid 10を特徴としている。サムスンはその後、2020年9月にサムスンGalaxy Z Fold 2を公開した。

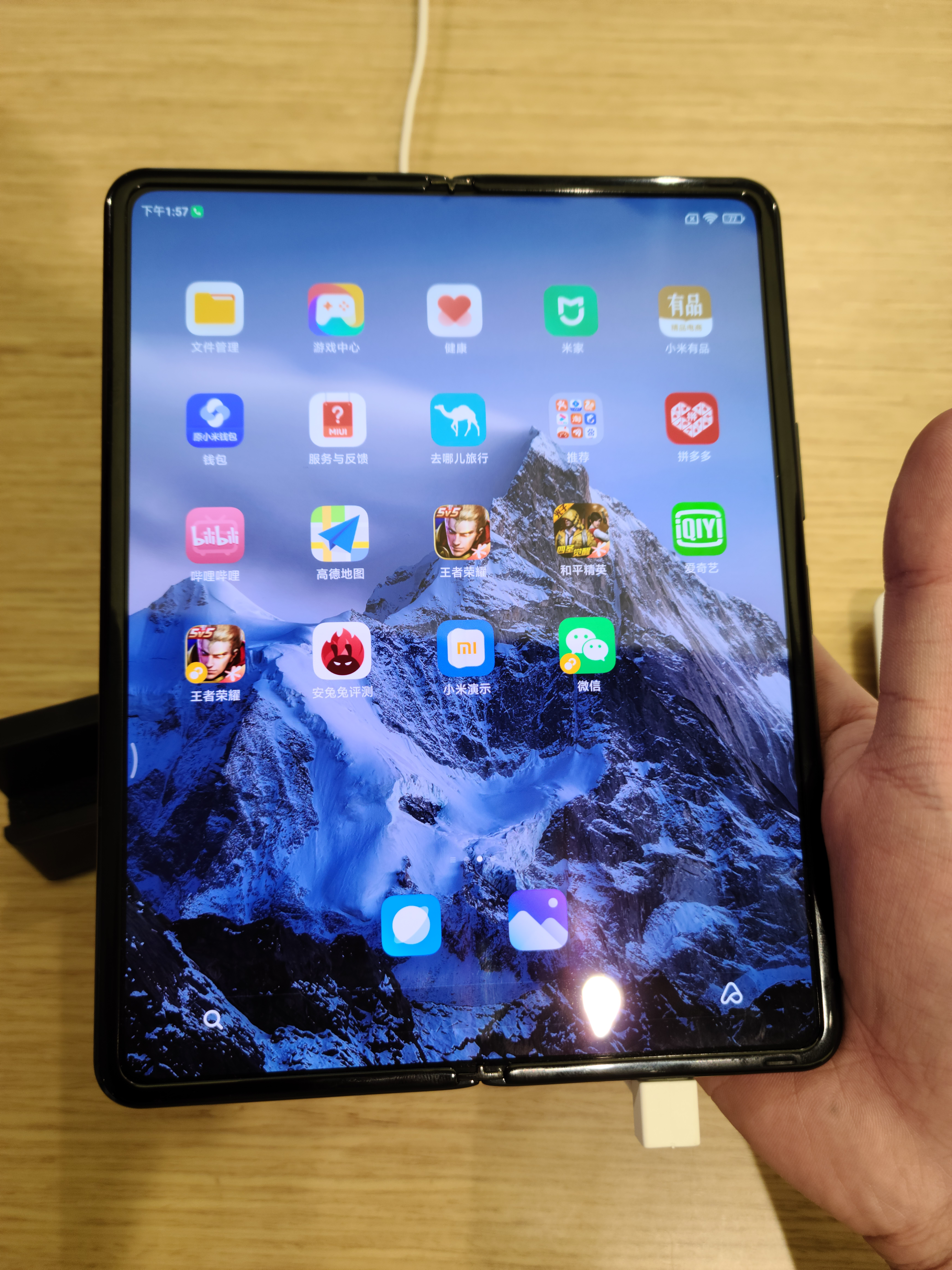
Xiaomi MIX Fold

### 2021年
2021年2月25日、ファーウェイはHuawei Mate X2を発表。2021年3月、シャオミ・テクノロジーがXiaomi Mi MIX Foldを発表。2021年8月、Samsung Galaxy Z Fold 3とSamsung Galaxy Z Flip 3が発表された。2021年12月15日、OPPOがOPPO Find Nを発表。

### 2022年
2022年4月11日、VivoがVivo X Foldを発表。2022年8月11日、シャオミがXiaomi MIX Fold 2を発表。2022年8月のGalaxy Unpackedで、Galaxy Z Fold4とGalaxy Z Flip4が発表された。Z Fold4は2022年8月25日に、Z Flip4は2022年8月26日に発売された。
モトローラ・モビリティは2022年8月11日にMoto Razr 2022を発売し、現在は中国市場のみで販売されているが、後日他の世界市場でも販売される可能性があると推測されている.。

### 2023年
2023年5月、Google純正折りたたみスマホである Google Pixel Fold が発表された。
2023年6月、モトローラ・モビリティは新型Razr（2023年）とRazr+（2023年）を米国市場で発表した。

### 2024年

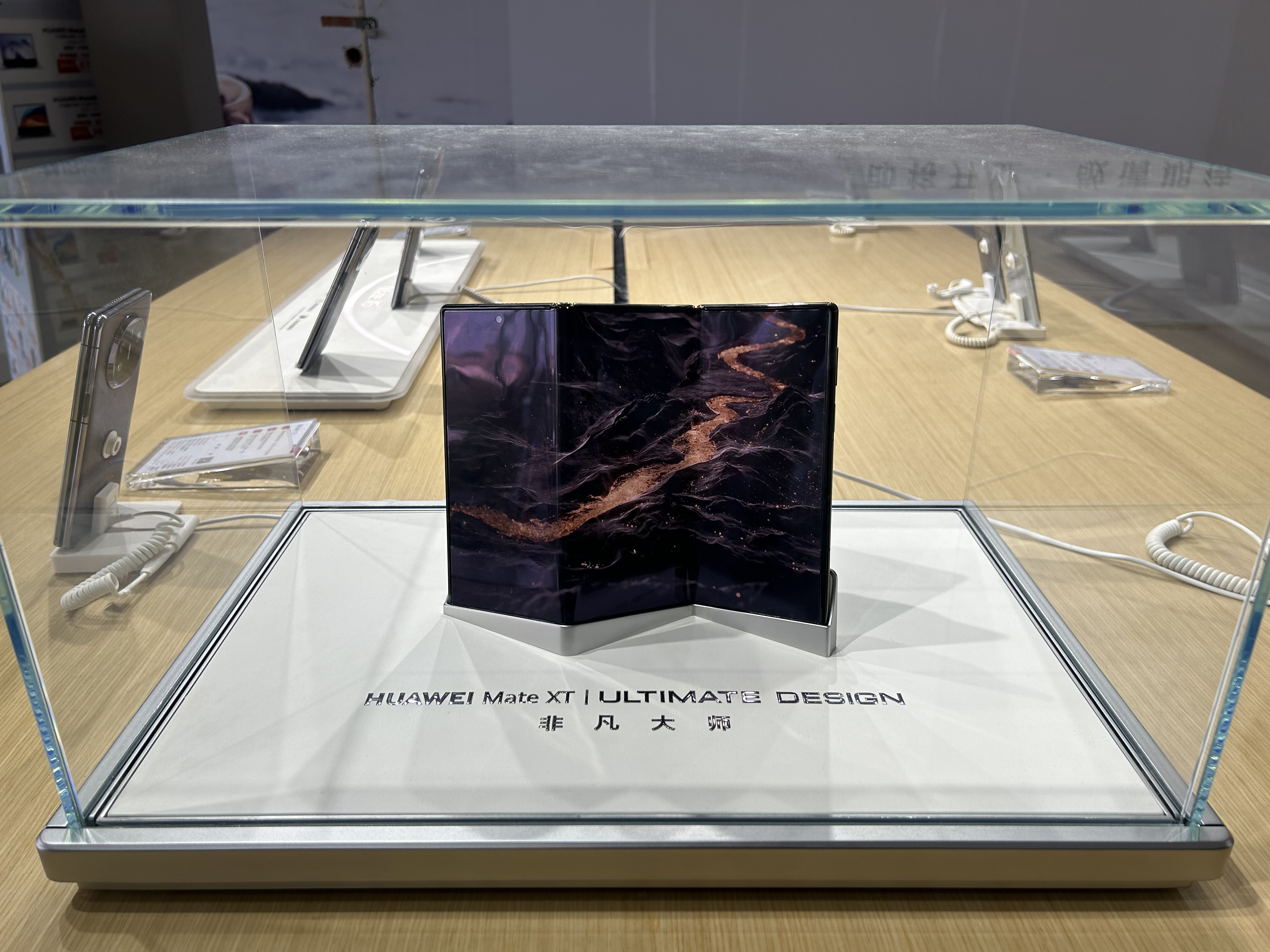
Huawei Mate XT

2024年9月、ファーウェイが世界初の三つ折りスマートフォン「HUAWEI Mate XT」を発表した。

### 2025年
2025年7月、サムスンが「Galaxy Z Fold7」「Galaxy Z Flip7」を発表した。Fold7の折りたたみ時の本体の厚みは8.9mm、重量は215gと、通常のスマートフォンに比類するものになった。他にもOPPO「Find N5」やHonor「Magic V5」といった厚さが9mmを切る折りたたみスマホが発表された。
複数の報道によれば、アップルは2026年の発売を目標に、折りたたみ式iPhoneを開発している。

## 主なメーカー
- Google
- Honor
- ファーウェイ
- モトローラ・モビリティ
- OnePlus
- OPPO
- サムスン電子
- Vivo
- Xiaomi
- ZTE

## 世界シェア
| 順位 | メーカー | 国                   | シェア |
| ---- | -------- | -------------------- | ------ |
| 1位  | Samsung  | 韓国                 | 50.4%  |
| 2位  | Huawei   | 中国                 | 30.8%  |
| 3位  | Motorola | アメリカ · （ 中国） | 6.2%   |
| 4位  | Honor    | 中国                 | 3.9%   |
| 5位  | Xiaomi   | 中国                 | 2.8%   |
| 5位  | Oppo     | 中国                 | 2.8%   |
| 5位  | Vivo     | 中国                 | 2.8%   |

世界の市場では、サムスンの折りたたみスマホが圧倒している。ファーウェイは中国国内市場で高いシェアを占める。モトローラ・モビリティは中国・レノボグループ傘下。

## 日本の状況

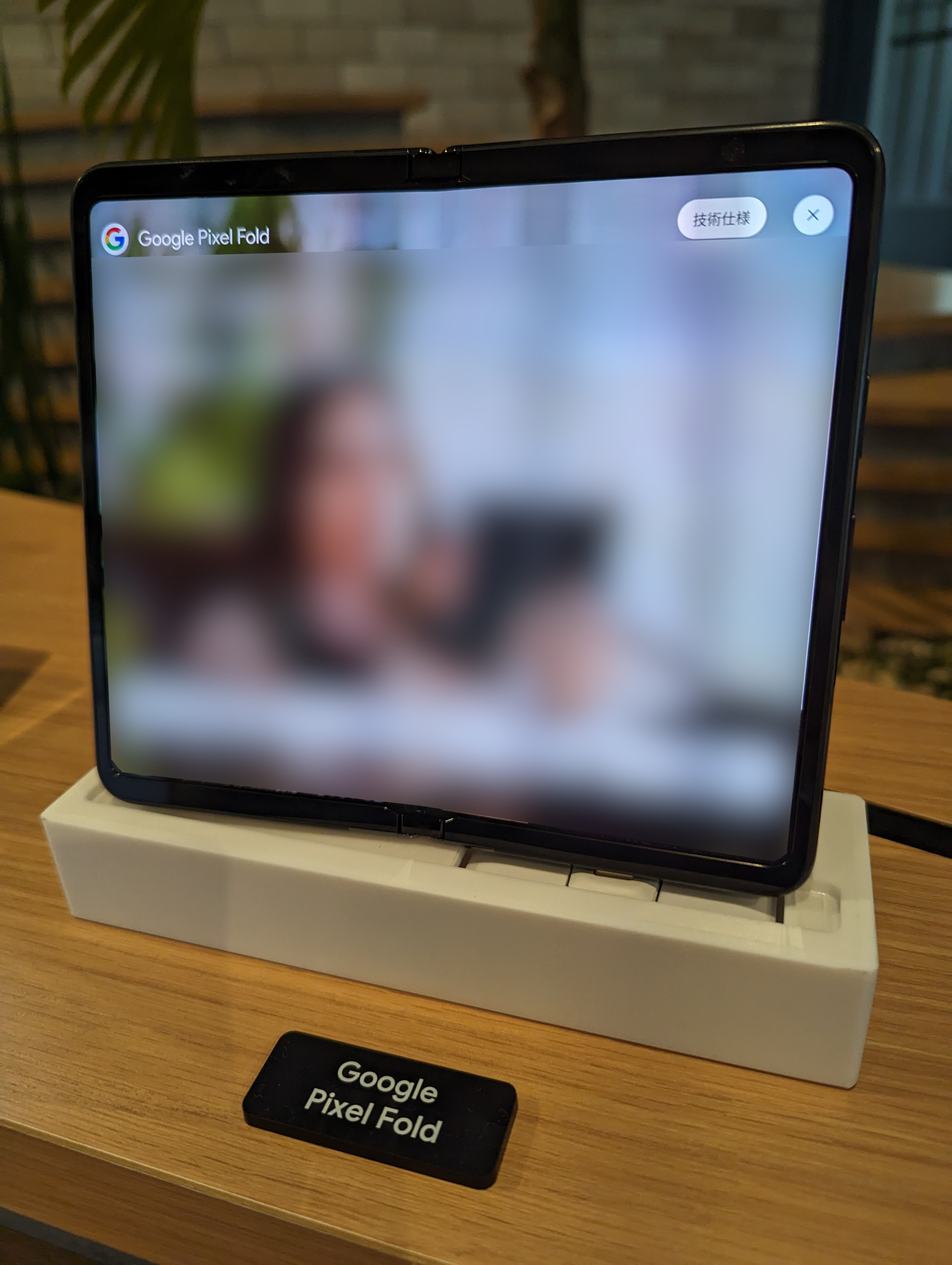
Google Pixel Fold

日本向けには、以下の折りたたみスマホが展開されている。国内では2019年のSamsung Galaxy Z Foldがauから発売された後、2023年7月にはSIMフリーモデルとしてmotorola razr 40 Ultraが、docomo、au、SoftBankからはGoogle Pixel Foldが発売される。スマートフォンサイズの画面を縦に折りたたむクラムシェル型と、タブレットサイズの大画面を折りたたむブック型が販売されている。2024年2月29日にはワイモバイルから、廉価なクラムシェル型折りたたみスマホが投入。
クラムシェル型（縦開き）
- Galaxy Z Flip (サムスン)
  - Galaxy Z Flip
  - Galaxy Z Flip3 5G
  - Galaxy Z Flip4
  - Galaxy Z Flip5
  - Galaxy Z Flip6
  - Galaxy Z Flip7
- Motorola Razr (モトローラ・モビリティ)
  - razr 5G
  - motorola razr 40 ultra
  - motorola razr 40
  - motorola razr 40s
  - motorola razr 50 ultra
  - motorola razr 50
  - motorola razr 50s
- ZTE
  - Libero Flip
  - nubia Flip 5G
  - nubia Flip 2

ブック型（横開き）
- Galaxy Fold (サムスン)
  - Galaxy Fold
  - Galaxy Z Fold2 5G
  - Galaxy Z Fold3 5G
  - Galaxy Z Fold 4
  - Galaxy Z Fold 5
  - Galaxy Z Fold 6
  - Galaxy Z Fold Special Edition
  - Galaxy Z Fold 7
- Google Pixel Fold (グーグル)
  - Google Pixel Fold
  - Google Pixel 9 Pro Fold